# Врізенвен
Врізенвен (нід. Vriezenveen) — місто в нідерландській провінції Оверейсел. Входить до муніципалітету Твентеранд.
Його площа становить 108,14 км², а населення станом на  2021 рік складало 13 800 осіб.
До 2001 року мало статус окремого муніципалітету.

## Галерея

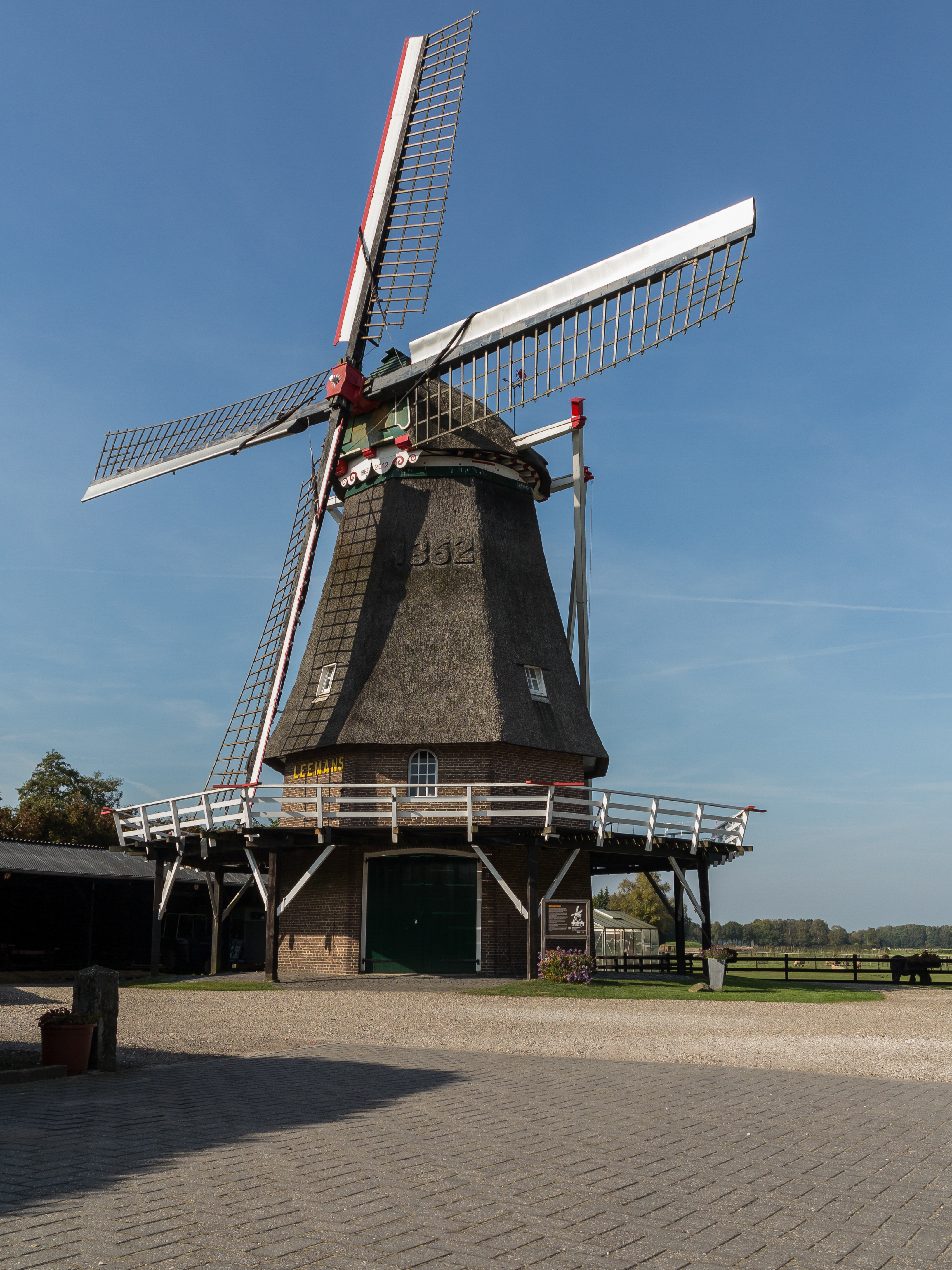
Вітряк de Leemansmolen
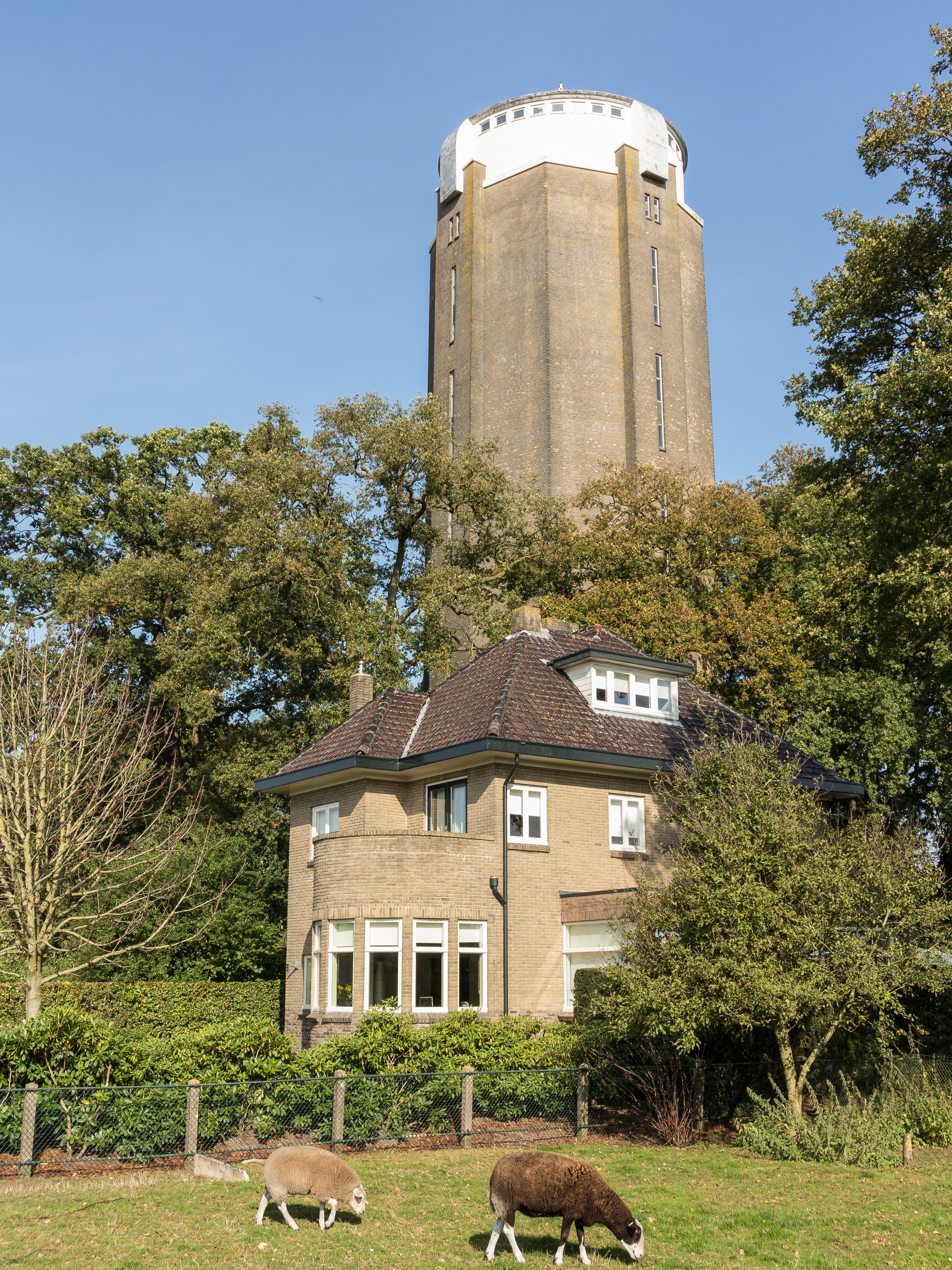
Водонапірна башта